# Og Mountain
Og Mountain är ett berg i Kanada.   Det ligger i provinsen Alberta, i den centrala delen av landet, 3 000 km väster om huvudstaden Ottawa. Toppen på Og Mountain är 2 863 meter över havet.
Terrängen runt Og Mountain är bergig söderut, men norrut är den kuperad.Trakten runt Og Mountain är nära nog obefolkad, med mindre än två invånare per kvadratkilometer.. Det finns inga samhällen i närheten. 
Trakten runt Og Mountain består i huvudsak av gräsmarker.